# Landtag von Bosnien und Herzegowina
Der Landtag von Bosnien und Herzegowina war von 1910 bis 1915 der Landtag der 1908 von Österreich-Ungarn annektierten osmanischen Gebiete Bosnien und Herzegowina.

## Entstehung
Nach der Besetzung Bosniens und der Herzegowina 1878 auf Grund des Berliner Kongresses wurde keine Volksvertretung oberhalb der kommunalen Ebene eingerichtet. Bosnien und die Herzegowina wurden nur faktisch Teil Österreich-Ungarns, da die beiden Gebiete de jure weiterhin zum Osmanischen Reich gehörten.
Mit der Proklamation an das bosnisch-hercegovinische Volk vom 7. Oktober 1908 wurde vom Kaiser formell die Annexion verkündet. In dieser Proklamation wurde die Erlassung einer Verfassung und die Einrichtung eines Landtags angekündigt.
Nach der Beilegung der Bosnischen Annexionskrise und Verhandlungen der Regierungen in Wien und Budapest erließ der Monarch am 17. Februar 1910 aus eigener Machtvollkommenheit (und ohne ein anderes Staatsorgan als Vorschlaggeber zu erwähnen) ein Landesstatut (die Landesverfassung inkl. Grundrechte der Bürger), eine Landtagswahlordnung, eine Landtagsgeschäftsordnung, ein Vereinsgesetz, ein Versammlungsgesetz sowie ein Gesetz über die Bezirksräte.
Diese Allerhöchste Entschließung war die Grundlage für Wahl und Tätigkeit des Landtags. In den §§ 21 bis 40 des Landesstatuts wurde die Organisation des Landtags, in den §§ 41 bis 49 wurden dessen Kompetenzen beschrieben.

## Organisation
Der Landtag bestand gemäß § 22 aus 20 Mitgliedern mit Virilstimmen und 72 gewählten Abgeordneten. Virilstimmen hatten zunächst die höchsten Würdenträger der Hauptkonfessionen. Dies waren für die Muslime der Reis-el-Ulema, der Vakuf-Mearif-Direktor, die Muftis von Sarajevo und Mostar sowie der der Ernennung nach älteste Mufti. Die Orthodoxen wurden durch die Metropoliten von Dolnja-Tuzla, Sarajevo, Mostar und Banja Luka sowie den Präsidenten des obersten serbischen Verwaltungs- und Schulrates vertreten. Die Virilstimmen der Katholiken nahmen der Erzbischof von Sarajevo (dies war 1910–1915 Josef Stadler), die Bischöfe von Mostar (siehe Bistum Mostar-Duvno) und Banja Luka (siehe Bistum Banja Luka) sowie die Provinziale des Franziskanerordens wahr. Daneben hatten der Präsident des Obergerichtes Sarajevo, der Präsident der Advokatenkammer Sarajevo, der Bürgermeister von Sarajevo und der Präsident der Handels- und Gewerbekammer Sarajevo eine Virilstimme.
Die Wahl der 72 ausschließlich männlichen Abgeordneten erfolgte gemäß der 1910 vom Monarchen erlassenen Landtagswahlordnung durch Männer in drei Kurien (wie dies auch in den österreichischen Landtagen der Fall war) und getrennt nach Religionszugehörigkeit.
18 Abgeordnete wurden von der Kurie der Großgrundbesitzer, 20 von den Stadtgemeinden und 34 von den Landgemeinden bestimmt. Innerhalb der Kurien entsprachen die Mandate der Religionsgruppen ihrem Anteil an der Bevölkerung. In der ersten Kurie waren acht Orthodoxe, sechs Muslime und 4 Katholiken vertreten. In den beiden anderen Kurien wählten die Orthodoxen 23, die Muslime 18, die Katholiken 12 und die Sepharden einen Abgeordneten.
Der Landtag wurde vom 18. bis 28. Mai 1910 gewählt. Am 15. Juni fand die konstituierende Sitzung statt. Der Landtag sollte „in der Regel“ einmal im Jahr einberufen werden (§ 26).
Das Landtagspräsidium bestand aus dem Präsidenten und zwei Stellvertretern, die vom Kaiser aus der Mitte des Landtags ernannt wurden. Alle drei Religionsgruppen waren im Präsidium vertreten.
Dem Landtag stand die Gesetzgebungskompetenz bezüglich der Landesgesetzgebung zu; die Materien waren im Landesstatut aufgezählt (§§ 41 und 42). Er hatte das Budgetrecht. Die Landesregierung wurde jedoch nicht durch den Landtag gewählt, wie dies in Österreich (siehe Landesausschuss) vorgesehen war, sondern vom gemeinsamen Finanzminister bestimmt. Gesetze bedurften zur Gültigkeit der Zustimmung der Regierungen in Wien und Budapest.
Für die gewählten Abgeordneten siehe die Liste der Mitglieder des Landtags von Bosnien und Herzegowina.

## Gesetzesbeschlüsse des Landtags
Der Landtag beschloss 1910 nur zwei Gesetze, davon eines, mit dem die Landesregierung ermächtigt wurde, die im Landesstatut enthaltenen bürgerlichen Grundrechte für eine zu bestimmende Zeitspanne und einen zu bestimmenden Landesteil zu suspendieren. 1911 bis 1914 beschloss der Landtag je 12 bis 20 Gesetze, somit insgesamt während seiner Funktionsdauer insgesamt 65 Gesetze. Nach der Schließung des Landtags erließ der Kaiser, gestützt auf das Landesstatut, Gesetze aus eigener Machtvollkommenheit.

## Ende des Landtags
Das Attentat vom 28. Juni 1914 hatte Folgen für das Landesparlament. Während der Landtagspräsident sich für eine Fortführung der Landtagsarbeit unter Ausschluss der serbischen Abgeordneten einsetzte, entschied sich die Landesregierung, die 6. Session des Landtags am 9. Juli 1914 vorläufig zu schließen. Auf Antrag der Landesregierung wurde der Landtag mit allerhöchster Entschließung vom 6. Februar 1915 endgültig aufgelöst.
Kriegsbedingt wurden keine Neuwahlen durchgeführt. Mit der Auflösung Österreich-Ungarns 1918 endete auch die kurze Geschichte des Landtags.

## Präsidenten

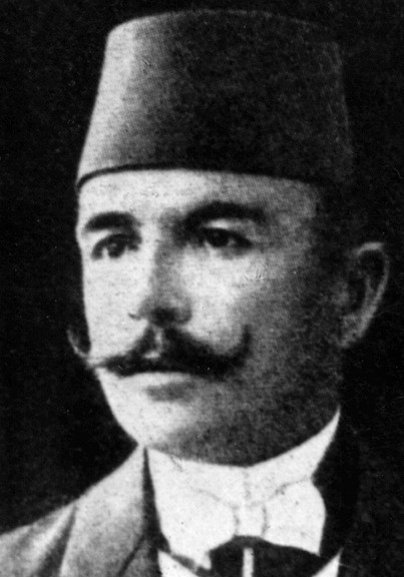
Landtagspräsident Safvet-beg Bašagić

- Ali-beg Firdus (1910)
- Safvet-beg Bašagić (1910–1915)